# 21 d'Aquari
21 d'Aquari (21 Aquarii) és una estrella de la Constel·lació d'Aquari. Té una magnitud aparent de 5,48.